# سانت جوزيف (ميزوري)
سانت جوزيف (بالإنجليزية: St. Joseph, Missouri)، هي مدينة ومقر مقاطعة بوشانان في ولاية ميزوري، الولايات المتحدة. تمتد مساحة صغيرة من المدينة شمالًا إلى مقاطعة أندرو. تقع المدينة على نهر ميزوري، وتُعد المركز الرئيسي لمنطقة سانت جوزيف الإحصائية الحضرية، التي تشمل مقاطعات بوشانان وأندرو وديكالب في ميزوري، بالإضافة إلى مقاطعة دونيفان في كانساس. ووفقًا لتعداد عام 2020، بلغ عدد سكان سانت جوزيف 72,473 نسمة، ما يجعلها ثامن أكبر مدينة في الولاية، وثالث أكبر مدينة من حيث عدد السكان في شمال غرب ميزوري.
سُميت المدينة تيمنًا بمؤسسها جوزيف روبيدو [الإنجليزية] والقديس يوسف المذكور في الكتاب المقدس. تحتضن سانت جوزيف جامعة ولاية ميزوري الغربية [الإنجليزية]، التي تضم أكثر من 3,800 طالب. في القرن التاسع عشر، كانت المدينة مسرحًا لوفاة الخارج عن القانون الأمريكي الشهير جيسي جيمس، كما كانت نقطة الانطلاق التاريخية لخدمة البريد السريع المعروفة باسم "بوني إكسبرس" التي كانت تربط الشرق بالغرب الأمريكي.

## التركيبة السكانية
قام مكتب تعداد الولايات المتحدة بتحديد بيانات التركيبة السكانية لسانت جوزيف في تعداد الولايات المتحدة. في ما يلي، التركيبة السكانية حسب تعدادي 2000 و2010.

### تعداد عام 2000
بلغ عدد سكان سانت جوزيف 73,990 نسمة بحسب تعداد عام 2000، وبلغ عدد الأسر 29,026 أسرة وعدد العائلات 18,460 عائلة مقيمة في المدينة. في حين سجلت الكثافة السكانية 1,687.7 نسمة لكل ميل مربع (651.6/كم2). وبلغ عدد الوحدات السكنية 31,752 وحدة بمتوسط كثافة قدره 724.2 نسمة لكل ميل مربع (279.6/كم2).
وتوزع التركيب العرقي للمدينة بنسبة 91.9% من البيض و 0.5% من الأمريكيين الأصليين و 0.5% من الأمريكيين ذوي الأصول الآسيوية و 0.1% من سكان جزر المحيط الهادئ و 5.0% من الأمريكيين الأفارقة و 1.4% من عرقين مختلطين أو أكثر. فيما شكل الهسبانيون أو اللاتينيون من أي عرق نسبة 2.6% من السكان.
بلغ عدد الأسر 29,026 أسرة كانت نسبة 30.1% منها لديها أطفال تحت سن الثامنة عشر تعيش معهم، وبلغت نسبة الأزواج القاطنين مع بعضهم البعض 46.7% من أصل المجموع الكلي للأسر، ونسبة 12.8% من الأسر كان لديها معيلات من الإناث دون وجود شريك، تألفت نسبة 30.4% من أصل جميع الأسر من أفراد ونسبة 13.2% كانوا يعيش معهم شخص وحيد يبلغ من العمر 65 عاماً فما فوق. وبلغ متوسط حجم الأسرة المعيشية 2.98، أما متوسط حجم العائلات فبلغ 2.39.
بلغ العمر الوسطي للسكان 36 عاماً. وكانت نسبة 24.1% من القاطنين تحت سن الثامنة عشر، وكانت نسبة 11.6% بين الثامنة عشر والأربعة وعشرون عاماً، ونسبة 28.6% كانت واقعةً في الفئة العمرية ما بين الخامسة والعشرون حتى والأربعة وأربعون عاماً، ونسبة 20.3% كانت ما بين الخامسة والأربعون حتى الرابعة والستون، ونسبة 15.4% كانت ضمن فئة الخامسة والستون عاماً فما فوق. يوجد لكل 100 أنثى 95.6 ذكر، ويوجد لكل 100 أنثى في الثامنة عشر من عمرها فما فوق 92.7 ذكر.
بلغ متوسط دخل الأسرة في المدينة 32,663 دولار، أما متوسط دخل العائلة فبلغ 40,995 دولار. وكان متوسط دخل الذكور 31,300 دولار مقابل 21,592 دولار للإناث. وسجل دخل الفرد الخاص بالمدينة 17,445 دولار. وكانت نسبة 9.1% من العائلات ونسبة 13.0% من السكان تحت خط الفقر، وكان من هؤلاء نسبة 15.5% تحت سن الثامنة عشر ونسبة 9.8% في الخامسة والستين من العمر وما فوق.

### تعداد عام 2010
بلغ عدد سكان سانت جوزيف 76,780 نسمة بحسب تعداد عام 2010، وبلغ عدد الأسر 29,727 أسرة وعدد العائلات 18,492 عائلة مقيمة في المدينة. في حين سجلت الكثافة السكانية 1,745.4 نسمة لكل ميل مربع (673.9/كم2). وبلغ عدد الوحدات السكنية 33,189 وحدة بمتوسط كثافة قدره 754.5 لكل ميل مربع (291.3/كم2).
وتوزع التركيب العرقي للمدينة بنسبة 87.8% من البيض و 0.5% من الأمريكيين الأصليين و 0.9% من الأمريكيين ذوي الأصول الآسيوية و 0.2% من سكان جزر المحيط الهادئ و 6.0% من الأمريكيين الأفارقة و 2.7% من عرقين مختلطين أو أكثر.
بلغ عدد الأسر 29,727 أسرة كانت نسبة 32.0% منها لديها أطفال تحت سن الثامنة عشر تعيش معهم، وبلغت نسبة الأزواج القاطنين مع بعضهم البعض 42.0% من أصل المجموع الكلي للأسر، ونسبة 14.5% من الأسر كان لديها معيلات من الإناث دون وجود شريك، بينما كانت نسبة 5.7% من الأسر لديها معيلون من الذكور دون وجود شريكة وكانت نسبة 37.8% من غير العائلات. تألفت نسبة 30.7% من أصل جميع الأسر من أفراد ونسبة 12.2% كانوا يعيش معهم شخص وحيد يبلغ من العمر 65 عاماً فما فوق. وبلغ متوسط حجم الأسرة المعيشية 3.01، أما متوسط حجم العائلات فبلغ 2.43.
بلغ العمر الوسطي للسكان 35.6 عاماً. وكانت نسبة 23.6% من القاطنين تحت سن الثامنة عشر، وكانت نسبة 11.7% بين الثامنة عشر والأربعة وعشرون عاماً، ونسبة 26.1% كانت واقعةً في الفئة العمرية ما بين الخامسة والعشرون حتى والأربعة وأربعون عاماً، ونسبة 24.9% كانت ما بين الخامسة والأربعون حتى الرابعة والستون، ونسبة 13.8% كانت ضمن فئة الخامسة والستون عاماً فما فوق. وتوزع التركيب الجنسي للسكان بنسبة 49.8% ذكور و50.2% إناث.